# Джастін Гейджи
Джастін «Highlight» Гейджи — американський боєць змішаних єдиноборств, який виступає під егідою UFC у легкій (до 70 кг) ваговій категорії. Станом на квітень 2020 року перебуває на четвертій сходинці в легкій вазі.

## Біографія
Джастін Рей Гейджи народився 14 листопада 1988 року в місті Саффорд, штат Аризона. У середній школі він боровся, грав у футбол і пробував бейсбол. Його мати, Кароліна (у нар. Еспіноза), має мексиканське походження, а батько Джон Рей Гейджи - німецького походження. Його мати була поштаркою, а батько — шахтарем, як обидва його дідусі. Його дідусь по батькові боксував під час служби в армії США. У нього є брат-близнюк Маркус Джон Гейджи, який працював на шахті Моренчі з 18 років. Поза межами ММА, Гетьє одного разу провів літо, працюючи на шахті Моренчі.
Гейджи боровся за університет Північної Колорадо. Будучи юніором, він посів 7 місце в Чемпіонаті NCAA дивізіону I в 157 фунтів і став першим спортсменом Північного Колорадо, який здобув всеамериканський статус після того, як школа приєдналася до дивізіону I у 2006 році. Він знизився до дивізіону 149 фунтів за свій старший рік, але боровся із скороченням ваги. Гетьє також змагався з низкою бійців змішаних бойових мистецтв, таких як Жорж Сен-П'єр протягом своїх років навчання.
Джастін Гейджи почав свою професійну кар'єру в 2011 р. і на даний момент провів боїв: 23, з яких переміг 21 і програв 2. Брав участь у турнірах таких промоушенів як UFC, WSOF, RC. Був чемпіоном WSOF в легкій вазі. Зараз є претендентом на титул тимчасового чемпіона UFC у цій же ваговій категорії.

## Особисте життя
Гейджи має ступінь бакалавра з соціальних служб (Human services) в Університеті Північного Колорадо. Він заявив про намір займатися соціальною роботою з молоддю групи ризику.  Прізвище Гейджи має німецьке походження через батька-німця.

## Титули та досягнення
- National Collegiate Athletic Association
  - Division I All-American out of the University of Northern Colorado (2010)[3]
  - 2010 Division I 157 lb Championship — 7th Place (Eliminated in the Quarter-Final by harvard's J. P. o'connor, who went on to win the 157 lb title)[4][5]

### Змішані бойові мистецтва
- Ultimate Fighting Championship
  - Бій вечора(4 рази) проти Майкла Джонсона, Едді Альвараса, Дастіна Порье і Едсона Барбоси.  [6]
  - Виступ вечора(2 рази) проти Майкла Джонсона і Джеймса Віка.
- World Series of Fighting
  - WSOF Lightweight Championship (1)
  - Most wins in title bouts (6)
  - Most consecutive title defenses (5)
  - Longest lightweight winning streak (10)
  - Most knockout wins (9)
- MMAjunkie
  - 2015 March Fight of the Month vs. Luis Palomino[7]
  - 2015 September Fight of the Month vs. Luis Palomino[8]

## Статистика в змішаних бойових мистецтвах
| Професійна кар'єра бійця |            |           |
| Боїв 27                  | Перемог 23 | Поразок 4 |
| Нокаут                   | 19         | 2         |
| Здача                    | 1          | 2         |
| Рішення суддів           | 3          | 0         |

| Результат | Рекорд | Суперник              | Спосіб                       | Турнір                                  | Дата              | Раунд | Час   | Місце                    | Примітки                                              |
| --------- | ------ | --------------------- | ---------------------------- | --------------------------------------- | ----------------- | ----- | ----- | ------------------------ | ----------------------------------------------------- |
| Поразка   | 23-4   | Шарліс Олівейра       | Удушення ззаду               | UFC 274: Oliveira vs. Gaethje           | 8 травня 2022     | 1     | 3: 22 | Фінікс, Аризона, США     |                                                       |
| Перемога  | 23-3   | Майкл Чендлер         | Одноголосне рішення суддів   | UFC 268: Usman vs. Covington 2          | 6 листопада 2021  | 3     | 5:00  | Нью-Йорк, США            | Бійці отримали премію "Найкращий бій 2021 року"       |
| Поразка   | 22-3   | Хабіб Нурмагомедов    | Удушення (трикутник)         | UFC 254: Khabib vs. Gaethje             | 24 жовтня 2020    | 2     | 1: 34 | Острів Яс, Абу-Дабі, ОАЕ | Втратив звання тимчасового чемпіона UFC в легкій вазі |
| Перемога  | 22–2   | Тоні Фергюсон         | KO / TKO (удари)             | UFC 249                                 | 10 травня 2020    | 5     | 3:39  | Острів Яс, Абу-Дабі      | Виступ вечора                                         |
| Перемога  | 21-2   | Дональд Серроне       | KO / TKO (удари)             | UFC Fight Night 158: Ковбой vs. Гейджа  | 14 вересня 2019   | 1     | 4:18  | Ванкувер, Канада         | Виступ вечора.                                        |
| Перемога  | 20-2   | Едсон Барбоза         | KO (Удар з правої руки)      | UFC on ESPN: Barboza vs. Gaethje        | 31 березня 2019   | 1     | 2: 30 | Філадельфія, США         | Бій вечора.                                           |
| Перемога  | 19-2   | Джеймс Вік            | KO (Удар з правої руки)      | UFC Fight Night: Gaethje vs. Vick       | 26 серпня 2018    | 1     | 1: 27 | Лінкольн, США            | Виступ вечора.                                        |
| Поразка   | 18-2   | Дастін Пуар'є         | TKO (удари)                  | UFC on Fox: Poirier vs. Gaethje         | 14 квітня 2018    | 4     | 0: 33 | Глендейл, США            | Бій вечора.                                           |
| Поразка   | 18-1   | Едді Альварес         | KO (удар коліном)            | UFC 218                                 | 2 грудня 2017     | 3     | 3: 59 | Детройт, США             | Бій вечора.                                           |
| Перемога  | 18-0   | Майкл Джонсон (боєць) | TKO (удари)                  | The Ultimate Fighter: Redemption Finale | 7 липня 2017      | 2     | 4: 48 | Лас-Вегас, США           | Виступ вечора. Бій вечора. Бій року.                  |
| Перемога  | 17-0   | Луїс Фірміну          | TKO (зупинка лікарем)        | WSOF 34                                 | 31 грудня 2016    | 3     | 5: 00 | Нью-Йорк, США            | Defended the WSOF Lightweight Championship.           |
| Перемога  | 16-0   | Брайан Фостер         | TKO (удар ногою)             | WSOF 29                                 | 12 березня 2016   | 1     | 1: 43 | Грілі, США               | Defended the WSOF Lightweight Championship.           |
| Перемога  | 15-0   | Луїс Паломіно         | KO (удари)                   | WSOF 23                                 | 18 вересня 2015   | 2     | 4: 30 | Фінікс, США              | Defended the WSOF Lightweight Championship.           |
| Перемога  | 14-0   | Луїс Паломіно         | TKO (удар ногою і добивання) | WSOF 19                                 | 28 березня 2015   | 3     | 3:57  | Фінікс, США              | Defended the WSOF Lightweight Championship.           |
| Перемога  | 13-0   | Мелвін Гіллард        | Рішення (роздільне)          | WSOF 15                                 | 15 листопада 2014 | 3     | 5:00  | Тампа, США               | Non-title bout; Guillard missed weight (159 lbs).     |
| Перемога  | 12-0   | Нік Ньюелл            | TKO (удари)                  | WSOF 11                                 | 5 червня 2014     | 2     | 3:09  | Дейтона-Біч, США         | Defended the WSOF Lightweight Championship.           |
| Перемога  | 11-0   | Річард Патішнок       | TKO (удари)                  | WSOF 8                                  | 18 січня 2014     | 1     | 1:09  | Голлівуд, США            | Won the WSOF Lightweight Championship.                |
| Перемога  | 10-0   | Ден Лозон             | KO (удар)                    | WSOF 6                                  | 28 жовтня 2013    | 2     | 1:40  | Корал-Гейблс, США        |                                                       |
| Перемога  | 9-0    | Брайан Кобб           | TKO (удари ногами)           | WSOF 3                                  | 14 червня 2013    | 3     | 2:19  | Лас-Вегас, США           |                                                       |
| Перемога  | 8-0    | Гезіас Кавальканті    | TKO (зупинка лікарем)        | WSOF 2                                  | 23 березня 2013   | 1     | 2:27  | Атлантик-Сіті, США       |                                                       |
| Перемога  | 7-0    | Адріан Вальдес        | TKO (удари)                  | Rage in the Cage 164                    | 16 листопада 2012 | 2     | 0:19  | Чандлер, США             |                                                       |
| Перемога  | 6-0    | Дрю Фікетт            | KO (удар)                    | Rage in the Cage 163                    | 20 жовтня 2012    | 1     | 0:12  | Чандлер, США             | Catchweight (165 lbs) bout.                           |
| Перемога  | 5-0    | Сем Янг               | Submission (удушення)        | Rage in the Cage 162                    | 29 вересня 2012   | 2     | 1:58  | Чандлер, США             |                                                       |
| Перемога  | 4-0    | Маркус Едвардс        | Рішення (одноголосне)        | ROF 43: Bad Blood                       | 2 червня 2012     | 3     | 5:00  | Брумфілд, США            |                                                       |
| Перемога  | 3-0    | Донні Белл            | TKO (удари)                  | ROF 42: Who's Next                      | 17 грудня 2011    | 2     | 2:57  | Брумфілд, США            |                                                       |
| Перемога  | 2-0    | Джо Келсо             | TKO (удари)                  | BTT MMA 2: Genesis                      | 1 жовтня 2011     | 1     | 4:32  | Пуебло, США              |                                                       |
| Перемога  | 1-0    | Кевін Крум            | KO (кидок)                   | ROF 41: Bragging Rights                 | 20 серпня 2011    | 1     | 1:01  | Брумфілд, США            | Catchweight (159 lbs) bout.                           |